# Bürgergeld-Verordnung
Die Bürgergeld-Verordnung regelt im Bereich des SGB II (Bürgergeld), wann und wie Einkommen und Vermögen der Antragstellers im Einzelnen angerechnet werden (Einkommensbereinigung) und somit mittelbar, wie die Bedürftigkeit festgestellt wird.
Die Ermächtigungsgrundlage ist in § 13 Absatz 1 SGB II, die Verordnung ist vor allem zur Anwendung der §§ 11 und 12 SGB II wichtig.

## Gliederung

### § 1 Nicht als Einkommen zu berücksichtigende Einnahmen
Dieser Abschnitt bestimmt zusätzlich zum § 11a SGB II Einnahmen, die nicht als Einkommen zu berücksichtigen sind.
Dazu zählen:
- Pflegegeld
- der Auslandsverwendungszuschlag
- Überbrückungsbeihilfe
- Kindergeld, sofern das Kind nicht im Haushalt lebt und der Betrag nachweislich an das Kind weitergeleitet wird
- Einkommen von Kindern, die Sozialgeld beziehen, sofern es den Betrag von 100 Euro nicht übersteigt
- Schenkungen an minderjährige Kinder anlässlich der Kommunion, der Konfirmation und der Jugendweihe
- Verletztenrente, soweit sie aufgrund einer Tätigkeit bei der NVA der DDR erbracht wird, bis zur Höhe der entsprechenden Grundrente nach dem Bundesversorgungsgesetz.
- Verpflegung während eines stationären Krankenhausaufenthalts, einer Inhaftierung, oder in ähnlichen Fällen, die keiner der in der Verordnung genannten Einkommensarten entsprechen
- bei Auszubildenden die Fahrtkosten zur Ausbildungsstätte, sofern sie nicht bereits durch § 11b Abs. 2 Satz 1 SGB II abgedeckt sind. Bei Bezug von Bafög werden hier pauschal 20 % berücksichtigt.[1]

Leben erwerbstätige Menschen in einer Haushaltsgemeinschaft mit dem Leistungsberechtigten, gilt für diese ein Freibetrag in Höhe des doppelten Regelsatzes zuzüglich der anteiligen Kosten der Unterkunft. Überschreitet das Einkommen diesen Freibetrag, wird die Hälfte des den Freibetrag übersteigenden Einkommens auf den Bedarf des Leistungsberechtigten angerechnet.
Üben Schüler, die das 25. Lebensjahr noch nicht vollendet haben, einen Ferienjob aus, dessen Dauer vier Wochen im Jahr nicht überschreitet, wurde das Einkommen hieraus nicht angerechnet, sofern es 2400 Euro pro Jahr nicht überstieg. Seit 1. Juli 2023 erfolgt unabhängig von der Höhe des Einkommens keine Anrechnung mehr.
Für erwerbsfähige Leistungsberechtigte, die am Bundesfreiwilligendienst oder am Internationalen Jugendfreiwilligendienst teilnehmen, gilt ein pauschaler Freibetrag in Höhe von 200 Euro. Sind die nach § 11b SGB II absetzbaren Freibeträge jedoch höher als 140 Euro, gilt stattdessen ein Freibetrag von 60 Euro zusätzlich zu den bestehenden Freibeträgen. Beim Zusammentreffen von Einkommen aus Bundesfreiwilligendienst und Erwerbstätigkeit oder ehrenamtlicher Tätigkeit gibt es keinen Freibetrag, hier sind ausschließlich die Freibeträge im Rahmen der Einkommensbereinigung maßgeblich. Dies gilt nach einem Urteil des Bundessozialgerichts jedoch dann nicht, wenn dieses Einkommen geringer als 100 Euro ist, sodass noch nicht einmal der Grundfreibetrag ausgeschöpft werden kann; in diesem Fall ist ein zusätzlicher Freibetrag für das Einkommen aus dem Bundesfreiwilligendienst zu gewähren, sodass insgesamt 200 Euro anrechnungsfrei bleiben.
Zuletzt wird auch eine Bagatellgrenze von 10 € pro Monat definiert. Liegt das Einkommen unter diesem Betrag, wird es nicht angerechnet. Für Einnahmen aus Kapitalvermögen, wie Zinseinnahmen, gilt eine Bagatellgrenze von 100 € pro Jahr.

### § 2 Berechnung des Einkommens aus nichtselbständiger Arbeit
§ 2 Abs. 2 der Alg II-V regelte früher das Zuflussprinzip des SGB II. Der Absatz ist jedoch inzwischen entfallen, da das Zuflussprinzip nunmehr direkt im SGB II geregelt ist (§ 11 Abs. 2 SGB II).
§ 11 Abs. 3 SGB II regelt den Zeitpunkt der Anrechnung von monatlichem Einkommen. § 2 ist nach § 4 auch in allen sonstigen Fällen entsprechend anwendbar.
Stellt der Arbeitgeber eine Vollverpflegung bereit, wird dieses als Einkommen in Höhe von täglich 1 Prozent des Regelsatzes berücksichtigt. Wird nur eine Teilverpflegung bereitgestellt, entfallen 20 Prozent auf das Frühstück und jeweils 40 Prozent auf Mittag- und Abendessen. Sonstige Einnahmen (z. B. eine Monatskarte für den ÖPNV) werden ebenfalls als Einkommen entsprechend ihrem Verkehrswert berücksichtigt.

### § 3 Berechnung des Einkommens aus selbständiger Arbeit, Gewerbebetrieb oder Land- und Forstwirtschaft
Dieser Abschnitt regelt die Anrechnung von Einkommen aus selbständiger Arbeit. Seit dem 1. Januar 2012 gilt auch die Leistung für Kindertagespflege nach § 23 SGB VIII als Einkommen aus selbständiger Arbeit.
Zugrundegelegt wird hierbei das Betriebseinkommen, das heißt sämtliche tatsächlich zugeflossenen Mittel aus selbständiger Arbeit. Von diesem werden alle notwendigen Ausgaben abgezogen, außer den Beträgen, die bereits durch § 11b SGB II erfasst sind. Stehen die Ausgaben jedoch in einem Missverhältnis zu den Einnahmen oder sind sie aus sonstigen Gründen verschwenderisch oder unnötig, werden sie nicht berücksichtigt. Ist anzunehmen, dass die Einnahmen höher sind als vom Antragsteller angegeben, kann auch ein fiktives Einkommen angesetzt werden.
Ein Kraftfahrzeug, das überwiegend (d. h. zu mehr als 50 Prozent) betrieblich genutzt wird, wird mit seinen tatsächlichen Kosten als Ausgabe berücksichtigt. Wird das Fahrzeug auch privat genutzt, sind für jeden privat gefahrenen Kilometer 0,10 Euro von den Ausgaben abzuziehen. Werden Betriebsfahrten mit einem überwiegend privat genutzten Fahrzeug getätigt, können diese mit 0,10 Euro pro Kilometer als Ausgabe berücksichtigt werden, sofern der Leistungsbezieher nicht höhere Kraftstoffkosten geltend macht.
Als Einkommen kann anstelle des im Bewilligungszeitraum anfallenden Einkommens auch das Jahreseinkommen zugrunde gelegt werden, sofern die Art des Betriebs es erfordert, z. B. bei Saisonbetrieben. Dies soll verhindern, dass Selbständige Leistungen wiederholt nur für den Zeitraum beantragen, in dem kaum oder kein Einkommen erzielt wird.

### § 4 Berechnung des Einkommens in sonstigen Fällen
In sonstigen Fällen ist grundsätzlich § 2 entsprechend anwendbar.

### § 5 Begrenzung abzugsfähiger Ausgaben
Ein Verlustausgleich zwischen verschiedenen Einkommensarten (sogenannter vertikaler Verlustausgleich) ist unzulässig. Ein Verlust darf grundsätzlich nur bis zur Höhe des Einkommens aus derselben Einkommensart angerechnet werden.
Ein horizontaler Verlustausgleich ist nach einem Urteil des Bundessozialgerichts ebenfalls unzulässig.

### § 5a Beträge für die Prüfung der Hilfebedürftigkeit
Dieser Abschnitt definiert einige Anrechnungsregeln im Zusammenhang mit den Leistungen für Bildung und Teilhabe.
Hiernach sind bei Schulausflügen ein Betrag von drei Euro pro Monat zu berücksichtigen. Bei Klassenfahrten werden die Kosten der Klassenfahrt auf die nächsten sechs Monate nach Antragsstellung verteilt. Nehmen Kinder an einem gemeinsamen Mittagessen teil, wird ein Eigenanteil von einem Euro berücksichtigt.

### § 6 Pauschbeträge für vom Einkommen abzusetzende Beträge
§ 6 setzt Pauschbeträge fest für die nach § 11b Abs. 1 Nr. 3 und Nr. 5 SGB II abzusetzenden Positionen. Dies sind die Versicherungspauschale sowie für die mit der Erzielung des Einkommens verbundenen notwendigen Ausgaben die Entfernungspauschale und die Pauschale für Verpflegungsmehraufwendungen. Bei Einkommen aus Erwerbstätigkeit tritt an die Stelle dieser Pauschbeträge der Grundfreibetrag nach § 11b Abs. 2 SGB II in Höhe von 100 EUR.

#### Versicherungspauschale
Nach Absatz 1 Nummer 1 sind vom Einkommen erwachsener Personen pauschal 30 Euro für private Versicherungen im Sinne des § 11b Absatz 1 Satz 1 Nummer 3 SGB II abzusetzen. Bei minderjährigen Personen kann die Pauschale nur geltend gemacht werden, wenn eine entsprechende Versicherung tatsächlich abgeschlossen wurde. Die Beurteilung, ob es sich bei einer Versicherung eines Minderjährigen um eine nach Grund und Höhe angemessene Versicherung handelt, muss immer im Einzelfall getroffen werden; für die vom Land Baden-Württemberg subventionierte Schülerzusatzversicherung in Höhe von 1 Euro pro Jahr wurde dies verneint.
Darüber hinaus können Kosten für gesetzlich vorgeschriebene Versicherungen gesondert abgesetzt werden. Hierzu zählen z. B. die Kosten für eine private Krankenversicherung für nicht in der gesetzlichen Krankenversicherung versicherungspflichtige Personen, ferner die Kosten einer Kfz-Haftpflichtversicherung, wenn das Kfz für die Erwerbstätigkeit zwingend notwendig ist. Nicht absetzbar, obwohl gesetzlich vorgeschrieben, sind die Kosten für eine Hundehaftpflichtversicherung für gefährliche Hunde im Sinne des Landesrechts.

#### Werbungskosten
Als Werbungskosten gemäß § 11b Absatz 2 Satz 1 Nummer 5 SGB II sind abzusetzen:
- Entfernungspauschale bei Benutzung eines Kfz in Höhe von 0,20 EUR für jeden Entfernungskilometer. Die Fahrtkosten sind auf die Kosten des zumutbaren öffentlichen Verkehrsmittels gedeckelt.

Die Möglichkeit, eine Werbungskostenpauschale in Höhe von 15,33 € abzusetzen, ist zum 1. August 2016 ersatzlos entfallen. Es ist allerdings weiterhin möglich, die tatsächlichen Kosten abzusetzen, soweit sie nachgewiesen werden.
Das Hessische Landessozialgericht hat entschieden, dass es ausreicht, wenn die Ausgabe zum Einkommen in Beziehung steht. Die Ausgaben müssen notwendig sein. Das sind sie, wenn sie durch die Einkommenserzielung bedingt sind und dem Grunde und der Höhe nach bei vernünftiger Wirtschaftsführung anfallen.
Dazu können neben den Fahrten von und zur Arbeit auch Ausgaben zum „Unterhalt und Betrieb des PKW“ zählen; ferner dessen Finanzierungskosten, zu denen – im einstweiligen Verfahren – sogar ausnahmsweise die Tilgung gehören kann.
Das Sächsische Landessozialgericht hat in einem Beschluss aus dem Jahr 2005 Ausgaben für Kfz-Steuer, TÜV sowie Reparatur und Wartung anerkannt, jedoch 20 % davon für die private Nutzung abgezogen. Reifen erkennt es prinzipiell an, allerdings nicht jährlich, TÜV-Nachprüfungen hält es nicht für notwendig.
Das Landessozialgericht Baden-Württemberg lässt die Absetzung von Autokrediten nicht zu.

#### Mehraufwendungen für Verpflegung
Entsprechend der Verpflegungsmehraufwandpauschalen des Einkommensteuerrechts bestimmt Absatz 3 eine Pauschale für den Verpflegungsmehraufwand von Bürgern, die Einkommen aus Arbeit erzielen, für deren Erbringung sie mehr als 12 Stunden eines Kalendertages verreisen, und ergänzende Leistungen nach dem SGB II beziehen. Die Höhe der Pauschale beträgt jedoch nur etwa ein Viertel der Sätze im Einkommensteuerrecht.
Wie auch im Einkommensteuerrecht dient diese Pauschale nicht der grundlegenden Verpflegung – diese Kosten sollen bereits durch den Regelsatz des Arbeitslosengeldes 2 abgedeckt sein –, sondern der Abdeckung zusätzlicher Verpflegungskosten, die durch die Reise entstehen, weil während ihrer Dauer nicht im eigenen Haushalt gewirtschaftet werden kann (weil also z. B. auf der Reise keine kostensparende Vorratshaltung in einem Kühlschrank möglich ist).
Das Bundessozialgericht entschied im Dezember 2012, dass die Höhe dieser sozialrechtlichen Verpflegungsmehraufwandpauschale nicht ausreichend ist. Das Gericht ließ deshalb zu, dass Bürger, die Leistungen nach dem SGB II beziehen, Mehraufwendungen für Verpflegung über die sozialrechtliche Pauschale hinaus bis zur Höhe der einkommensteuerrechtlichen Pauschale geltend machen können, wenn sie die zusätzlichen Aufwendungen nachweisen.

### § 7 Nicht zu berücksichtigendes Vermögen
Vermögen, das benötigt wird, um eine Erwerbstätigkeit oder eine Berufsausbildung aufzunehmen oder aufrechtzuerhalten, wird nicht angerechnet.
Im Übrigen gelten für Personen, die mit dem Leistungsberechtigten in einer Haushaltsgemeinschaft leben, dieselben Regeln zur Anrechnung von Vermögen wie für Leistungsbezieher.

### § 8 Wert des Vermögens
Das Vermögen ist grundsätzlich nach dem Verkehrswert zu berücksichtigen – ungeachtet anderslautender steuerrechtlicher Vorschriften.
Zum Betriebsvermögen gehörende Kunstgegenstände, die nicht zur Fortführung einer Erwerbstätigkeit benötigt werden, sind demnach laut einem Urteil des Bundessozialgerichts vom November 2006 mit ihrem Verkehrswert bedarfsmindernd anzusetzen (§ 12 Abs. 4 Satz 1 SGB II, § 5 Alg II-V a. F.).

### § 9 Übergangsvorschrift
Die bis zum 31. Dezember 2007 geltende Arbeitslosengeld II/Sozialgeld-Verordnung sah in § 2a Alg II-V a. F. eine andere Anrechnungsregel für Selbständige vor. Maßgeblich war hier nicht das Betriebseinkommen, sondern der Gewinn nach dem Einkommenssteuerrecht. Diese alte Regel war weiterhin anwendbar für Bewilligungszeiträume, die vor dem 31. Dezember 2007 begannen. Falls nur eine vorläufige Entscheidung nach § 40 SGB II i. V. m. § 328 SGB III getroffen wurde, ist bei der abschließenden Entscheidung nur bei dem Gewinn, der bis zum 31. Dezember 2007 entstand, das alte Recht anzuwenden.

### § 10 Inkrafttreten, Außerkrafttreten
Die Verordnung trat am 1. Januar 2005, die Neufassung am 1. Januar 2008 in Kraft. Zum 1. Januar 2023 erhielt die Verordnung ihren heutigen Namen (vgl. Links auf die ursprüngliche Fassung und die Neufassung im Kasten oben rechts).